# 張穎 (フィギュアスケート選手)
張 穎(ちょう えい、中国語: 张颖、英語: Ying Zhang, 1997年8月17日 - )は、中国出身の女性フィギュアスケート選手（ペア、女子シングル）、パートナーは蒋博。
女子シングル時代、2011-2012年シーズン中国フィギュアスケート選手権2位。

## 主な戦績

### 女子シングル
| 大会/年    | 2009-10 | 2010-11 | 2011-12 | 2012-13 |
| ---------- | ------- | ------- | ------- | ------- |
| 中国選手権 | 5       | 3       | 2       | 11      |
| GP中国杯   |         |         |         | 8       |

### 詳細
| 2012-2013 シーズン    |                                         |          |          |          |
| 開催日                | 大会名                                  | SP       | FS       | 結果     |
| 2012年12月20日 - 21日 | 全国花様滑冰錦標賽2012-2013（ハルビン） | 10 32.59 | 11 63.65 | 11 96.24 |
| 2012年11月2日 - 4日   | ISUグランプリシリーズ 中国杯（上海）    | 9 43.38  | 6 87.27  | 8 130.65 |